# The Rousters
The Rousters est une série télévisée américaine en 1 téléfilm pilote de 98 minutes et 12 épisodes de 50 minutes créée par Stephen J. Cannell et diffusée du 1er octobre 1983 au 21 juillet 1984 sur le réseau NBC .
La série est inédite dans les pays francophones.

## Synopsis
Wyatt Earp III est videur pour une foire itinérante mais il travaille aussi comme chasseur de primes pour la petite entreprise familiale.

## Distribution
- Chad Everett : Wyatt Earp III
- Jim Varney : Evan Earp
- Mimi Rogers : Ellen Slade
- Maxine Stuart : Amanda Earp
- Timothy Gibbs : Michael Earp
- Hoyt Axton : Cactus Jack Slade

## Épisodes
1. Le Marshall de Sladetown (The Marshal of Sladetown) (98 minutes) [2]
2. Bienvenue à Sladetown (The Carnival That Ate Sladetown)
3. Trouver c'est garder (Finders Keepers)
4. Une photo qui vaut de l'or (A Picture's Worth a Thousand Dollars)
5. Le Blues du témoin (Eye Witness Blues)
6. Tout le monde aime les clowns (Everybody Loves a Clown)
7. La Bonimenteuse (Never Trust a Crystal Ball)
8. Les Deux Jours et demi du condor (Two and a Helf Day of the Condor)
9. Slade contre Slade (Slade vs. Slade)
10. Les Yeux du serpent (Snake Eyes)
11. Strie froide (Cold Streak)
12. La ville n'est pas assez grande pour nous (This Town Ain't Big Enough for the Twelve of Us)
13. Wyatt Earp à la rescousse (Wyatt Earp to the Rescue)